# Kazuki Masaki
Kazuki Masaki (真崎 一輝 Masaki Kazuki?) (20 de agosto de 2000, Fukuoka, Japón) es un piloto de motociclismo japonés que participa en la categoría de Moto3 con el equipo RBA BOE de KTM.

## Biografía
Masaki ganó la edición de Red Bull MotoGP Rookies Cup e hizo su debut en la categoría de Moto3 con una wildcard para Gran Premio de la Comunidad Valenciana donde acabó décimo.
En 2018 He participó toda la temporada con el equipo del RBA BOE.

## Resultados

### Carreras por año
(Carreras en negrita indica pole position, carreras en cursiva indica vuelta rápida)
| Año  | Cat.  | Moto  | 1      | 2      | 3      | 4      | 5      | 6       | 7       | 8      | 9      | 10      | 11     | 12     | 13      | 14     | 15     | 16     | 17      | 18     | 19     | Pos. | Pts. |
| ---- | ----- | ----- | ------ | ------ | ------ | ------ | ------ | ------- | ------- | ------ | ------ | ------- | ------ | ------ | ------- | ------ | ------ | ------ | ------- | ------ | ------ | ---- | ---- |
| 2017 | Moto3 | Honda | QAT -  | ARG -  | AME -  | SPA -  | FRA -  | ITA -   | CAT -   | NED -  | GER -  | CZE -   | AUT -  | GBR -  | RSM -   | ARA -  | JPN -  | AUS -  | MAL -   | VAL 10 |        | 31.º | 6    |
| 2018 | Moto3 | KTM   | QAT 13 | ARG 20 | AME 22 | SPA 20 | FRA 18 | ITA 22  | CAT Ret | NED 20 | GER 15 | CZE 13  | AUT 21 | GBR C  | RSM 15  | ARA 21 | THA 20 | JPN 22 | AUS DNS | MAL 15 | VAL 16 | 31.º | 9    |
| 2019 | Moto3 | KTM   | QAT 19 | ARG 23 | AME 16 | SPA 13 | FRA 8  | ITA Ret | CAT 16  | NED 13 | GER 17 | CZE Ret | AUT 24 | GBR 26 | RSM Ret | ARA 25 | THA 18 | JPN 20 | AUS 17  | MAL 18 | VAL    |      |      |